# Базарбай (Жамбылская область)
Базарба́й (каз. Базарбай) — аул в Байзакском районе Жамбылской области Казахстана, входит в состав Байтерекского сельского округа. Код КАТО — 313630200.

## География
Село расположено на юге Байзакского района, в 25 километрах к северо-востоку от областного центра города Тараз и в 8 километрах к востоку от районного центра села Сарыкемер. Ближайшая железнодорожная станция Ушбулак — расположена примерно в 7 километрах к юго-западу (по дороге — 15,3 км). Соседние населённые пункты: Жибек жолы и Торегельды в 3 и 3,2 километрах к востоку, Кокбастау в 3,4 километрах к северо-востоку. Транспортное сообщение осуществляется по просёлочным дорогам, с «выходами» на  автодорогу международного значения A2 и районного значения КН-6 (Акчулак — Туймекент — Сарыкемер — Тараз). Высота центра села — 569 метров над уровнем моря.

## Современное состояние
На 2016 год в селе — 5 улиц и 2 переулка. 

## Население
| Численность населения | Численность населения | Численность населения |
| 1989                  | 1999                  | 2009                  |
| --------------------- | --------------------- | --------------------- |
| 796                   | ↘760                  | ↘275                  |